# Regierung Jan Fischer
Die Regierung Jan Fischer war die vom 8. Mai 2009 bis 25. Juni 2010 (geschäftsführend bis 13. Juli 2010) amtierende Regierung Tschechiens. Sie wurde von Ministerpräsident Jan Fischer geleitet, bestand aus hohen Beamten und wurde nach dem Rücktritt der Regierung Topolánek II als Übergangsregierung eingesetzt.

## Geschichte
Fischer, Leiter des tschechischen Statistikamtes ČSÚ, wurde am 9. April 2009 von Präsident Václav Klaus mit der Bildung einer Übergangsregierung beauftragt. Nach Abmachung der politischen Parteien sollten die ehemaligen Regierungsparteien (ODS, KDU-ČSL und SZ) acht parteilose Regierungsmitglieder stellen und die ehemals oppositionelle sozialdemokratische ČSSD sieben. Die Regierung wurde am 8. Mai von Václav Klaus ernannt. 
Die Übergangsregierung blieb bis zur Wahl 2010 im Amt. Eigentlich war geplant, dass die Regierung bis zu der Wahl, die für den 9. und 10. Oktober 2009 vorgesehen war, im Amt bleiben sollte. Am 10. September 2009 erklärte jedoch das Verfassungsgericht die vorgezogene Wahl zum Abgeordnetenhaus für verfassungswidrig.
Zu den im Ausland meistgenannten Aufgaben der Regierung gehörte die Fortführung der tschechischen EU-Ratspräsidentschaft 2009, während der die Mitglieder der Regierung Fischer den Vorsitz im Rat der Europäischen Union innehatten.
Die Regierung wurde am 13. Juli 2010 von der Regierung Nečas abgelöst.

## Minister
| Amt                                                                            | Name | Partei |
| ------------------------------------------------------------------------------ | --- | --- |
| Ministerpräsident                                                              | Jan Fischer am 25. Juni 2010 zurückgetreten | (Parteiloser) |
| Verteidigung, Stellvertreter des Ministerpräsidenten                           | Martin Barták | (Parteiloser, vorgeschlagen von der ODS) |
| Auswärtiges, Stellvertreter des Ministerpräsidenten                            | Jan Kohout | (Parteiloser, vorgeschlagen von der ČSSD) |
| Finanzen                                                                       | Eduard Janota | (Parteiloser, vorgeschlagen von der ODS) |
| Bildung                                                                        | Miroslava Kopicová | (Parteilose, vorgeschlagen von der ODS) |
| Kultur                                                                         | Václav Riedlbauch | (Parteiloser, vorgeschlagen von der ČSSD) |
| Arbeit und Soziales                                                            | Petr Šimerka | (Parteiloser, vorgeschlagen von der ČSSD) |
| Gesundheit                                                                     | Dana Jurásková | (Parteilose, vorgeschlagen von der ODS) |
| Justiz                                                                         | Daniela Kovářová | (Parteilose, vorgeschlagen von der ODS) |
| Inneres                                                                        | Martin Pecina | (Parteiloser, vorgeschlagen von der ČSSD) |
| Wirtschaft und Handel                                                          | Vladimír Tošovský | (Parteiloser, vorgeschlagen von der ČSSD) |
| Regionale Entwicklung                                                          | Rostislav Vondruška | (Parteiloser, vorgeschlagen von der ČSSD) |
| Landwirtschaft                                                                 | Jakub Šebesta | (Parteiloser, vorgeschlagen von der ČSSD) |
| Verkehr                                                                        | Gustáv Slamečka | (Parteiloser, vorgeschlagen von der ODS) |
| Umwelt                                                                         | Rut Bízková ab 15. April 2010 Jakub Šebesta ab 22. März 2010 bis 15. April 2010 Jan Dusík ab 30. November 2009 bis 22. März 2010 Ladislav Miko bis 30. November 2009 | (Parteilose, vorgeschlagen von der ODS) (Parteiloser, vorgeschlagen von der ČSSD) (suspendierte Mitgliedschaft in der SZ, vorgeschlagen von der SZ) (Parteiloser, vorgeschlagen von der SZ) |
| Minister ohne Geschäftsbereich, für Menschenrechte und Minderheiten            | nicht ernannt ab 29. März 2010 Michael Kocáb bis 29. März 2010 | (Parteiloser, vorgeschlagen von der SZ) |
| Minister ohne Geschäftsbereich, für europäische Angelegenheiten                | Juraj Chmiel ab 30. November 2009 Štefan Füle bis 30. November 2009                                                                                                  | (Parteiloser, vorgeschlagen von der ODS) (Parteiloser, vorgeschlagen von der ČSSD) |
| Minister ohne Geschäftsbereich, Vorsitzender des Legislativrates der Regierung | Pavel Zářecký (ab 30. November 2009) | (Parteiloser, vorgeschlagen von der ČSSD) |

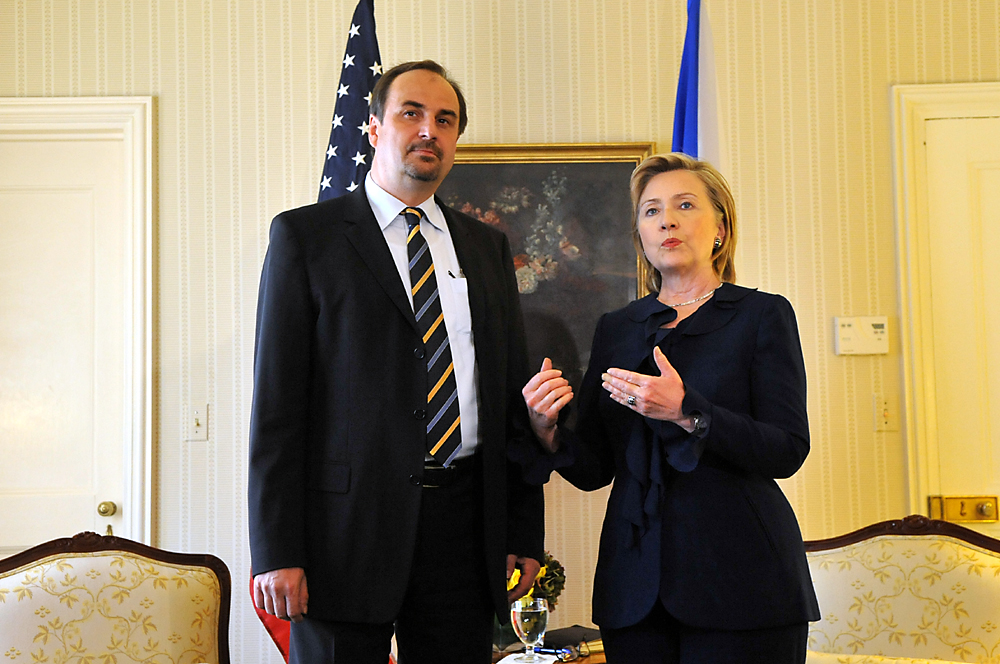
Jan Kohout mit Hillary Clinton

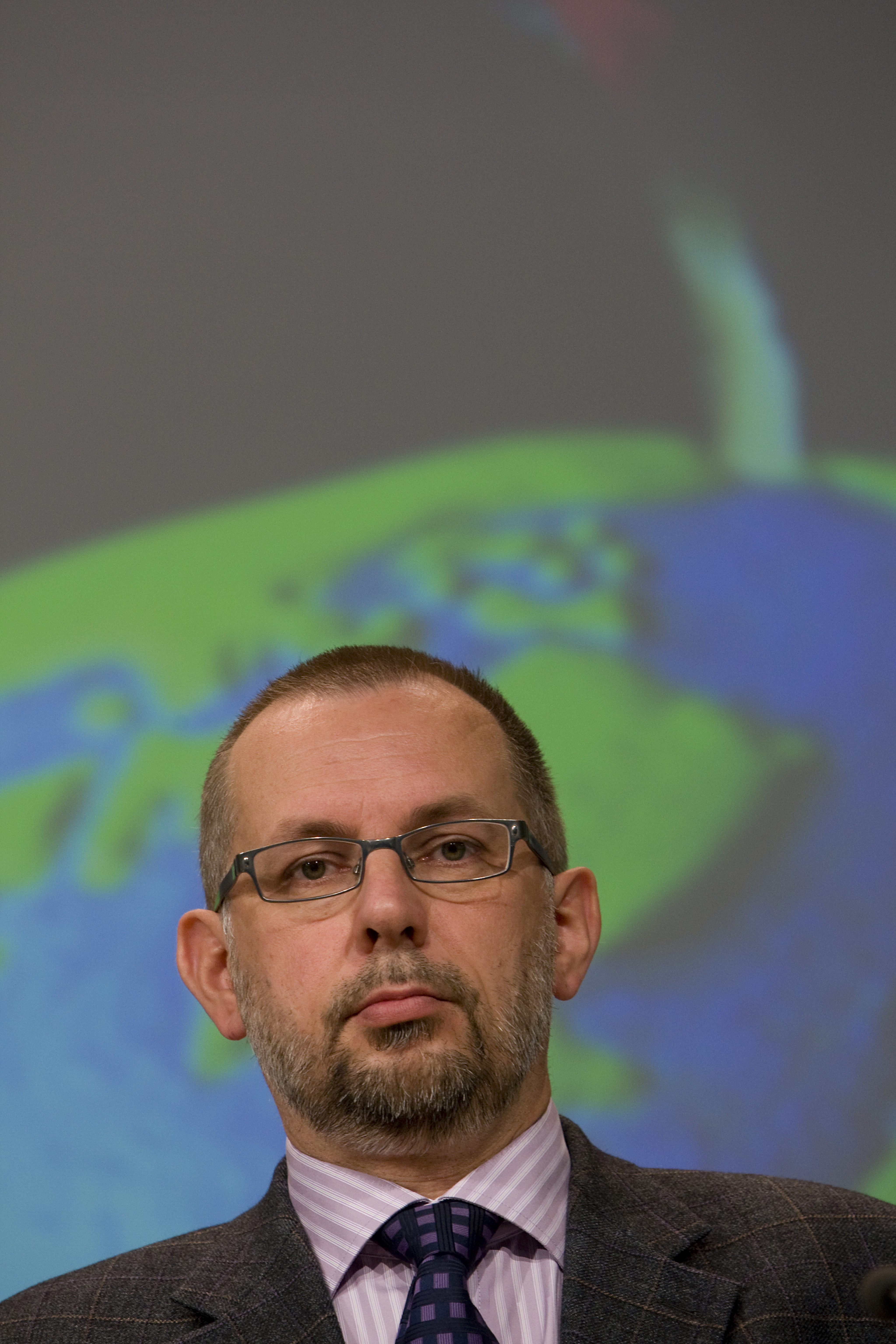
Ladislav Miko

Der erste Umweltminister Ladislav Miko, Direktor in der Generaldirektion Umwelt der Europäischen Kommission,  wurde von der Kommission auf befristete Zeit beurlaubt. Nachdem die geplanten Neuwahlen verschoben wurden, verließ er das Amt und wechselte zurück nach Brüssel. Sein Nachfolger Jan Dusík resignierte nach einem Streit um die Erneuerung des ČEZ-Kohlekraftwerks Prunéřov am 18. März 2010. Auf kurze Zeit übernahm der Landwirtschaftsminister Jakub Šebesta das Amt. Am 15. April 2010 wurde Rut Bízková ernannt. Diese wird von vielen Seiten kritisiert, weil sie vorher für die Kohlekraftwerksparte des Energiekonzerns ČEZ tätig war.
Der Minister für europäische Angelegenheiten Štefan Füle wurde in die Kommission Barroso II vorgeschlagen. Sein Amt übernahm Juraj Chmiel. Der Minister für Menschenrechte und Minderheiten Michael Kocáb trat zurück, nachdem eine Affäre mit seiner Pressesprecherin Lejla Abbasová bekannt wurde.